# Zygmunt Wieczorek
Zygmunt Wieczorek (ur. 27 listopada 1907 w Herne, zm. 25/26 czerwca 1942 nad Andijk) – polski wioślarz, porucznik obserwator Polskich Sił Powietrznych w Wielkiej Brytanii.

## Życiorys
Zawodnik AZS Poznań. W sierpniu 1937 podczas Akademickich Mistrzostw Świata w Paryżu zdobył tytuł wicemistrza świata w konkurencji ósemka ze sternikiem. 
Brał udział w walkach kampanii wrześniowej, po ustaniu których przedostał się do Europy Zachodniej. Wstąpił do Polskich Sił Powietrznych, posiadał numer służbowy RAF P-1431. Zdobył stopień porucznika obserwatora. Walczył aktywnie z hitlerowcami. Zginął w nocy z 25 na 26 czerwca 1942 wraz z całą załogą, lecąc bombardować Bremę nad miejscowością Andijk w Holandii. W miejscu katastrofy stoi prosty, kamienny pomnik upamiętniający lotników.
Został pochowany w Bergen General Cemetery.